# بنزیل سالیسیلات
بنزیل سالیسیلات (به انگلیسی: Benzyl salicylate) یک ترکیب شیمیایی با شناسه پاب‌کم ۸۳۶۳ است. شکل ظاهری این ترکیب، مایع بی‌رنگ است.